# ريو شيبويا
ريو شيبويا (باليابانية: 渋谷 亮) (مواليد 25 يوليو 1992)، هو لاعب كرة قدم كان يلعب كلاعب وسط.

## وصلات خارجية
- ريو شيبويا على موقع رابطة كرة القدم اليابانية للمحترفين (اليابانية)
- ريو شيبويا على موقع Soccerway.com (الإنجليزية)
- ريو شيبويا على موقع عالم كرة القدم.نت (الإنجليزية)